# Loggia dei Mercanti
Loggia dei Mercanti (Loža trgovcev) je zgodovinska palača v Anconi v osrednji Italiji.
Palačo je začel leta 1442 graditi arhitekt Giovanni Pace, znan tudi kot Sodo, v gospodarskem razcvetu Ancone. Zgrajena je bila v bližini pristanišča, ki je bilo v srednjem veku trgovska točka pomorske republike, da bi bila zbirališče trgovcev. Stavba je bila obnovljena v letih 1558–1561 po požaru, ki se je zgodil med gledališko predstavo karnevala leta 1556, pod vodstvom Pellegrina Tibaldija, ki je tudi poslikal osrednjo dvorano in odprtine v pritličju zaprl.
Sedanjo fasado beneškem gotskem slogu je zasnoval dalmatinski arhitekt Juraj Dalmatinac (tudi Giorgio da Sebenico]], ki jo je izdelal v letih 1451 do 1459. Razdeljena je na štiri navpične dele s štirimi reliefnimi stebri, na vrhu katerih je fiala. Vsak del ima kip, ki predstavlja štiri glavne vrline (od leve), Upanje, Pogum, Pravičnost in Dobrodelnost. Oba stranska dela imata dve vitražni okni v obliki konkavnega ogivnega loka s paličevjem, zaprta od leta 1758 iz statičnih razlogov. V zgornjih sektorjih so zazidana okna z dvojnimi stebri, v osrednjem delu kip heraldičnega viteza grba Ancone.
Za skulpture je značilen renesančni navdih, predvsem viteški in tisti, ki predstavlja vrlino Dobrodelnosti, ki se po navdihu približuje ikonografiji klasične Venere zmagovalke.
Stavba, ki jo je zasnoval Juraj Dalmatinac, prvotno ni imela oken v pritličju, ne proti ulici, ne proti pristanišču, kot še pove ime lože. Poleg tega so bila okna prvega nadstropja odprta, šele kasneje so bila zaradi statičnih razlogov zaprta.
Konec 18. stoletja je francoska vlada, ki je zasedla mesto, podarila lastništvo stavbe gospodarski zbornici, vendar ta akt po obnovitvi papeškega gospostva ni bil priznan. Šele s priključitvijo Kraljevini Italiji se je lastništvo stavbe vrnilo k gospodarski zbornici v Anconi, ki jo je uporabljala za svoj sedež do leta 1928.
Loža je bila poškodovana zaradi zavezniških bombnih napadov med drugo svetovno vojno. Na začetku 21. stoletja (2000–2002) je bil spomenik predmet temeljite in skrbne obnove, med izvajalci pa De Feo Antonio Restauri iz Rima, eno najbolj priljubljenih italijanskih podjetij za obnovo kulturne dediščine. Danes tam potekajo pomembne konference ali predavanja.
- Kip državnega grba, postavljen nad vhodom, na fotografiji Paola Montija iz leta 1960, posneti iz stavbe pred Ložo.
- Kipa Pravičnosti in Dobrodelnosti